# Destroyer of Worlds
Destroyer of Worlds – dziesiąta płyta szwedzkiego zespołu muzycznego Bathory. Wydana 9 października 2001 roku.

## Lista utworów
1. "Lake of Fire" - 5:43
2. "Destroyer of Worlds" - 4:52
3. "Ode" - 6:27
4. "Bleeding" - 3:55
5. "Pestilence" - 6:51
6. "109" - 3:36
7. "Death from Above" - 4:36
8. "Krom" - 2:51
9. "Liberty and Justice" - 3:52
10. "Kill Kill Kill" - 3:09
11. "Sudden Death" - 3:20
12. "White Bones" - 8:35
13. "Day of Wrath" - 8:12

## Twórcy
- Ace "Quorthon Seth" Thomas Forsberg - śpiew, gitara, gitara basowa, perkusja